# Geely BMA
Geely BMA (B-Segment Module Architecture) — автомобильная платформа, выпускаемая компанией Geely Automobile с 2018 года. Устанавливается на автомобили с колёсной базой от 2550 до 2700 мм и колеями между колёс от 1500 до 1600 мм.
Платформа BMA обеспечивает более высокий эффект масштаба, что сокращает затраты на 70%. Автомобили на платформе BMA производятся, в среднем, 18—24 месяца. В платформе содержится 90% стали.

## Продукция
- Geely Bouye Cool/Cityray (с 2023 года)[6][7].
- Geely Binrui (A06) (с 2018 года)[8].
- Geely Binyue/Coolray/Proton X50/Belgee X50 (с 2018 года)[9].
- Geely Icon (с 2020 года)[10].
- Lynk & Co 06 (с 2020 года)[11].

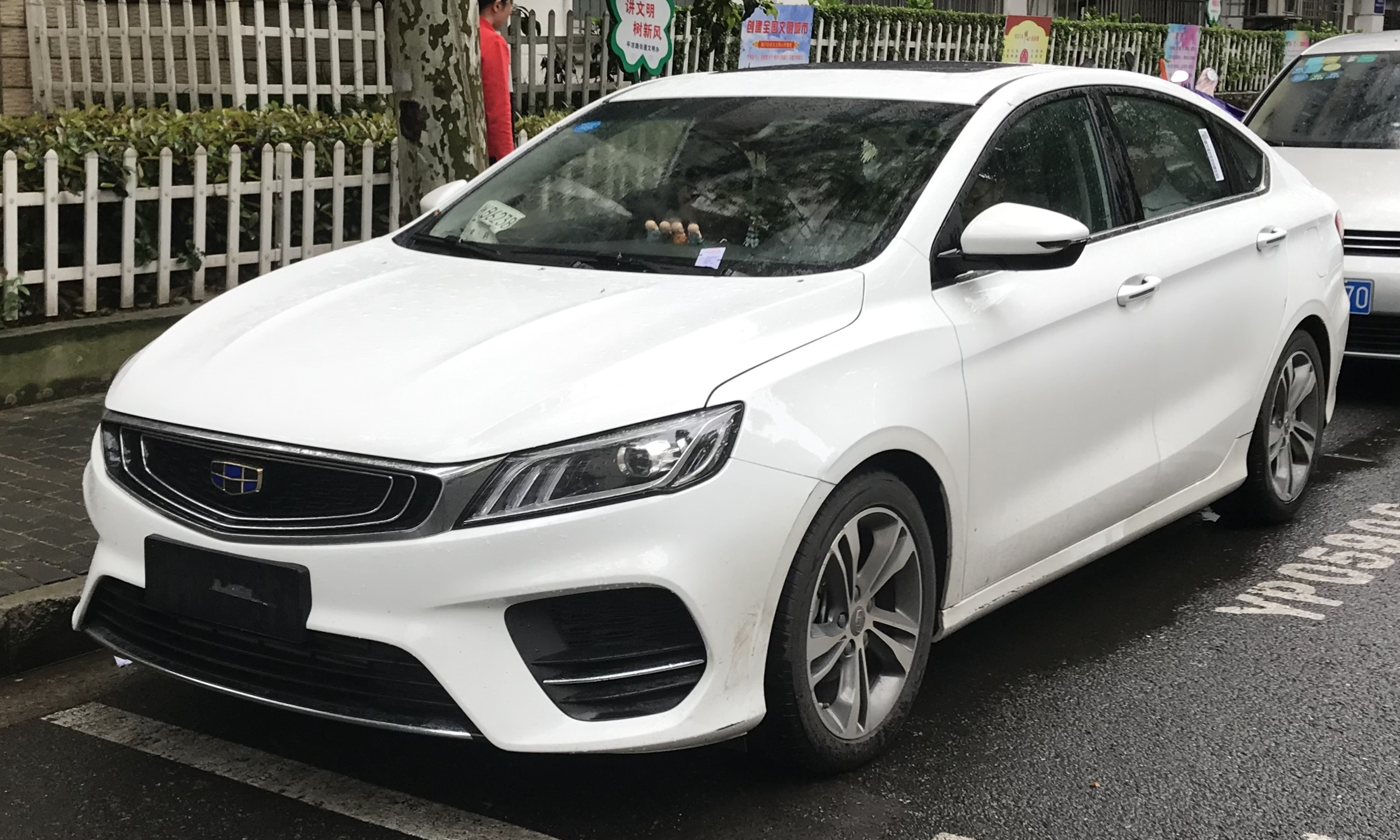
Geely Binrui
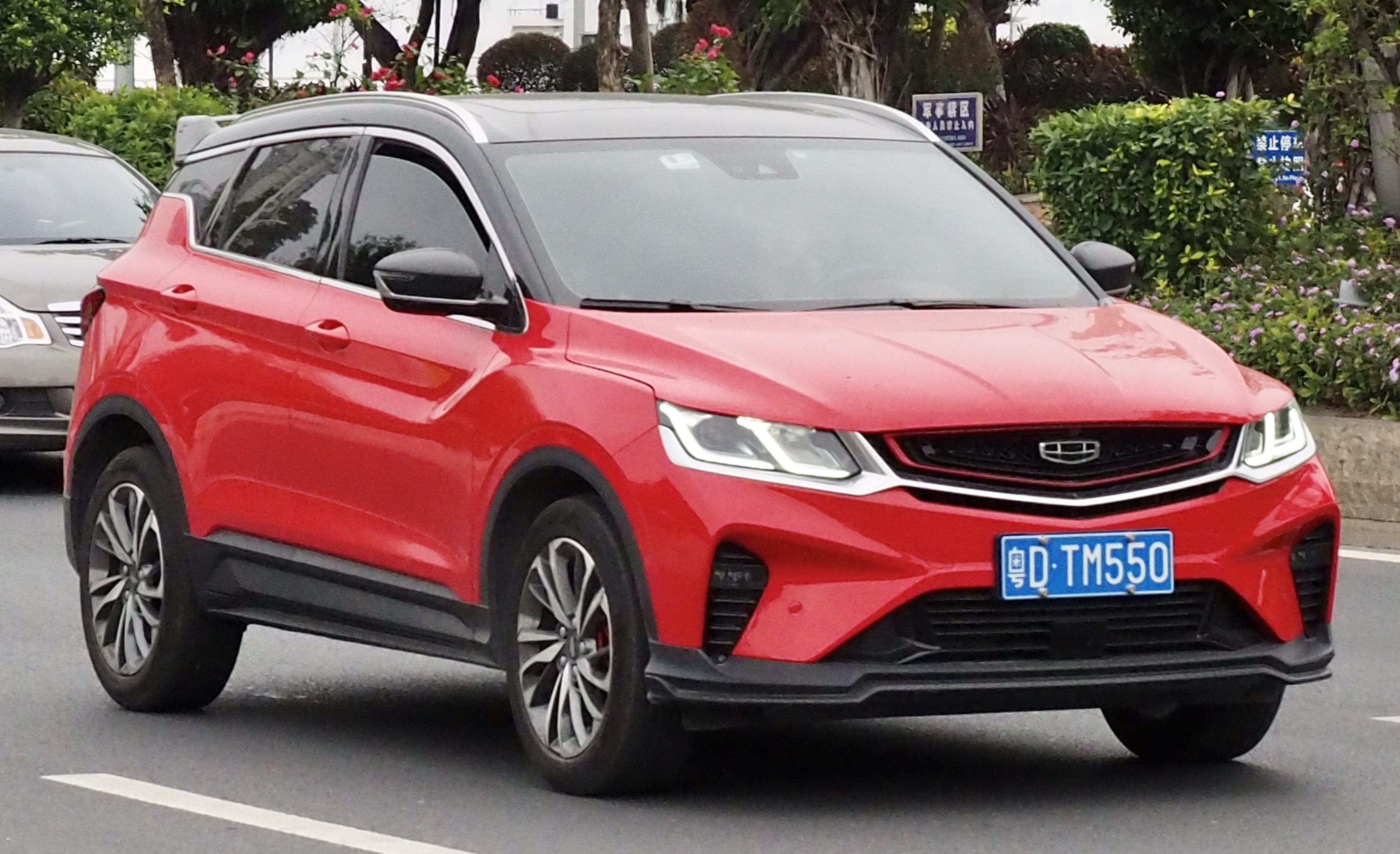
Geely Binyue
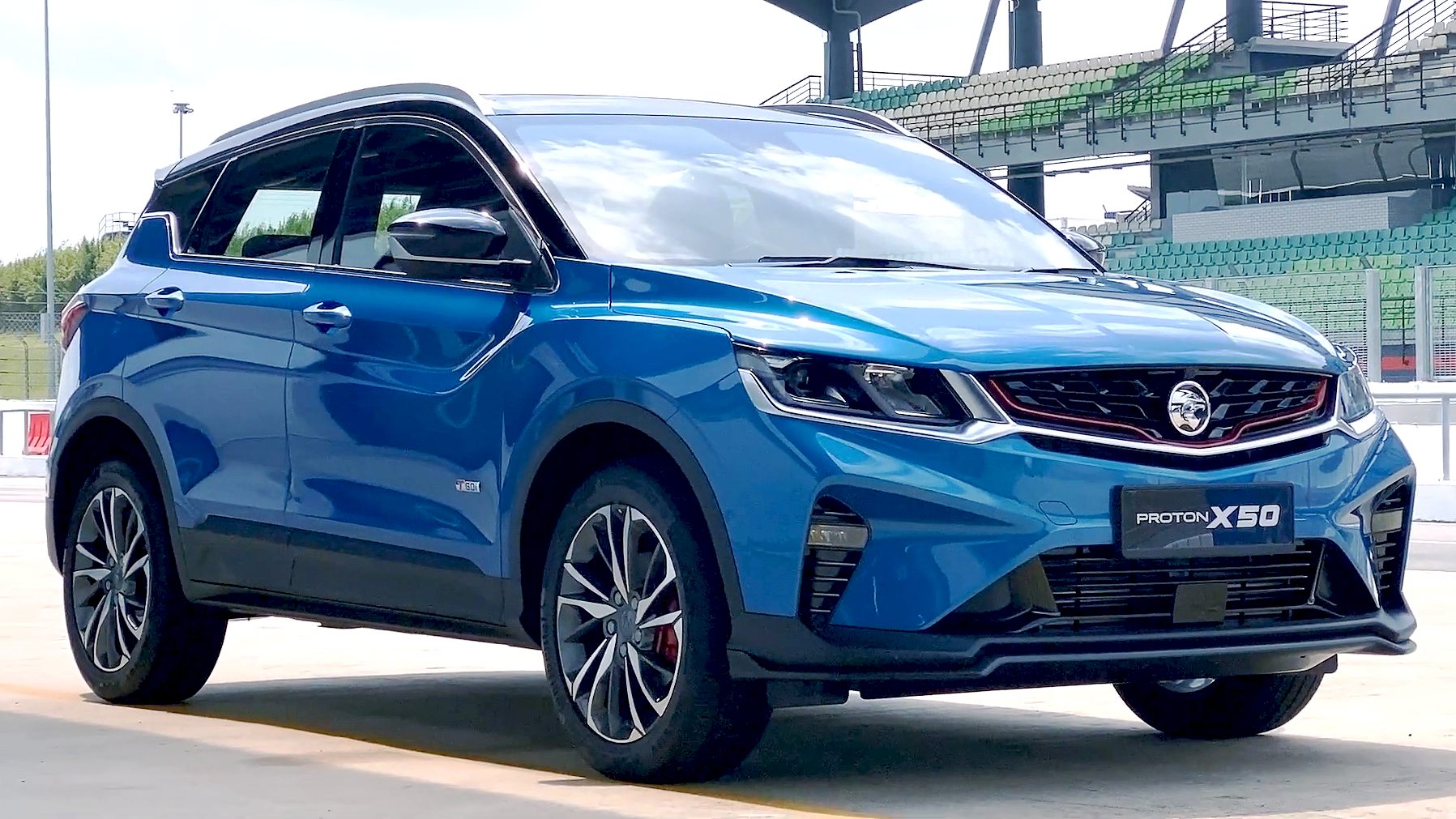
Proton X50
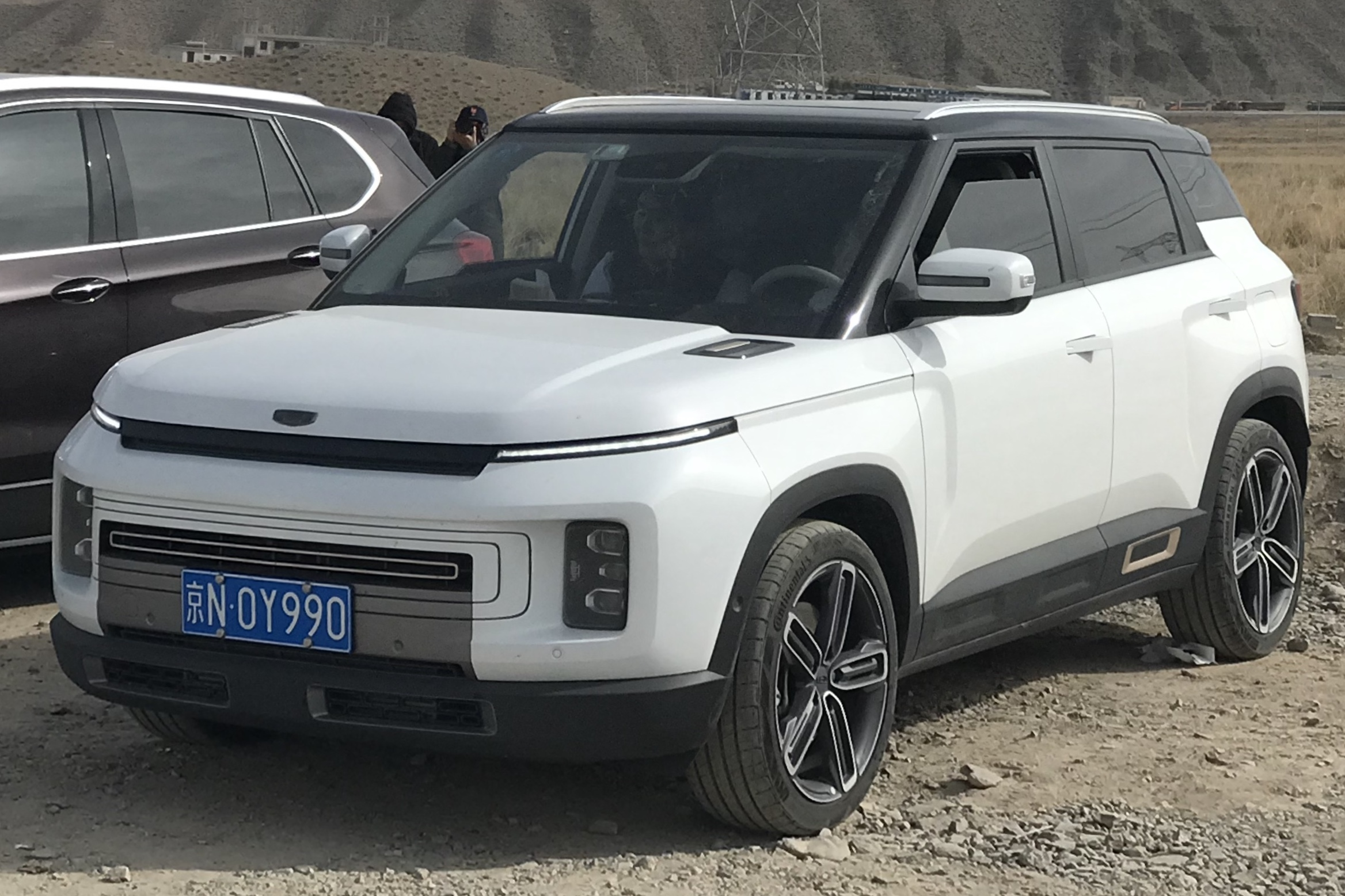
Geely Icon
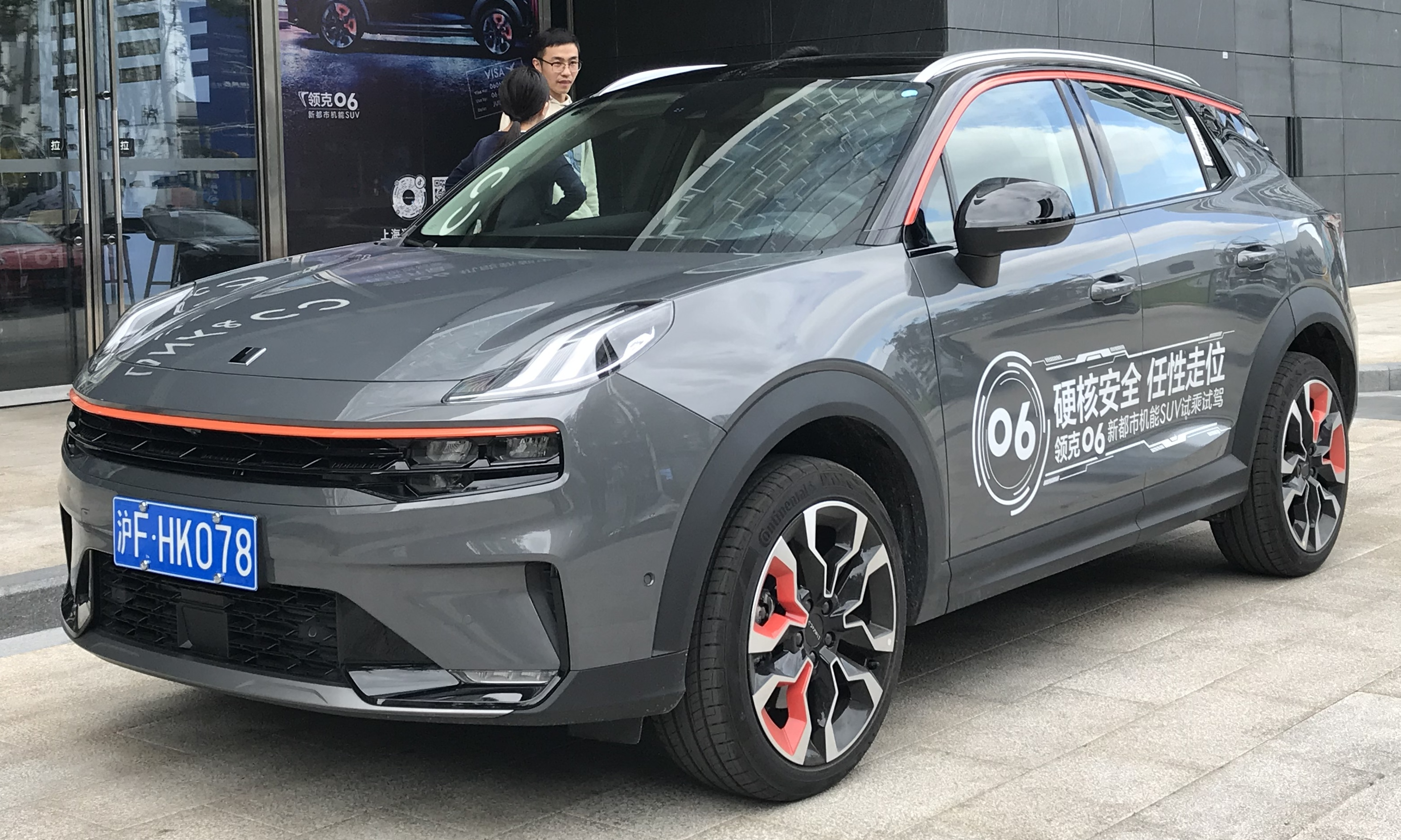
Lynk & Co 06